# Michigan Volksblatt
Das Michigan Volksblatt war eine deutschsprachige Tageszeitung, die von November 1860 bis 1915 täglich außer sonntags in Detroit, Michigan erschien.
Das Michigan Volksblatt stand der Demokratischen Partei nahe. Joseph H. Andries, Sohn deutscher Einwanderer und Professor der Chirurgie am Detroit College of Medicine, war jahrelang der Herausgeber des Volksblattes. Wie viele deutsche Zeitungen in den USA musste das Michigan Volksblatt im Laufe des Ersten Weltkrieges sein Erscheinen einstellen.

## Verweise
1. ↑  http://icon.crl.edu/calendar.php?pub_id=sn85033857
2. ↑  Aprahamian, Ashod Rhaffi. 1969. The Mayoral Politics of Detroit 1897 Through 1912. Ann Arbor: University of Michigan.
3. ↑  https://www.historicbostonedison.org/Physicians-&-Educators-of-BE
4. ↑  Burton, Clarence Monroe. 1922. The City of Detroit, Michigan, 1701-1922, Band 5. Seite 21. Detroit - Chicago: The S. J. Clarke Publishing Company.